# De Kleine Verleiding
De Kleine Verleiding is sinds 2004 een soloproject van Jan Teerenstra. Aanvankelijk was het een Nederlandse band uit Heemskerk, opgericht in 1982 door de broers Jan (bas, zang), Willem (gitaar, zang) en Sjoerd Teerenstra (zang). Aanvankelijk speelden ze Nederlandstalige rock met invloeden van rhythm-and-blues en later Nederlandstalige poprock. De groep heeft verschillende bezettingen gehad met de drie broers als constante factor.
De bandnaam is ontleend aan het televisiedrama 'Een kleine verleiding' van Olga Madsen uit 1979.

## Biografie

### Groepsformatie

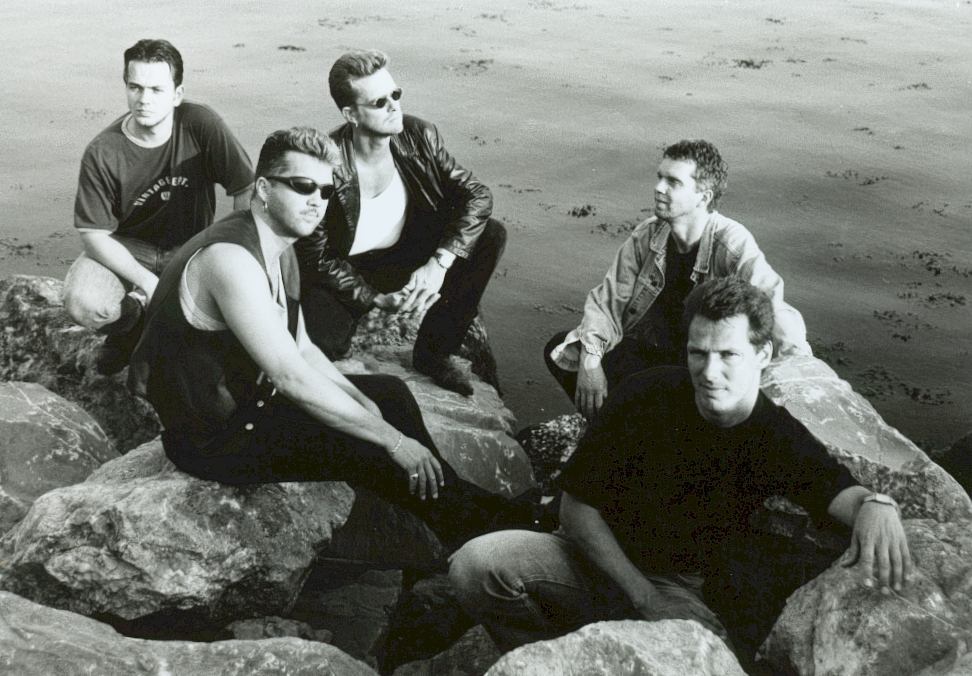
De Kleine Verleiding

In 1982 werd de groep opgericht met in de bezetting de broers Jan, Sjoerd en Willem Teerenstra. In 1986 werd de ep 'De Kleine Verleiding' uitgebracht. Jan, Willem en Sjoerd worden daarop bijgestaan door gitarist Jos van der Meij en drummer Ben Brandjes, die John Rijs was opgevolgd. Later dat jaar brachten ze de cassettesingle 'Together alone' uit. Toen er plannen waren gemaakt voor het uitbrengen van een volgende single, viel de groep in 1987 uiteen. Desondanks werd in 1988 de tweede ep 'Nooit meer terug' uitgebracht met vier nummers die door de drie overgebleven bandleden in de eigen studio waren opgenomen.
Nadat de drie broers en drummer John Rijs een aantal jaren als rock'n'rollcoverband had gespeeld, werd in 1992 besloten om twee nieuwe nummers ('Ondanks de rook (van de Hoogovens)' en 'Niet voor mij') op te nemen voor het IJmond CD-project, waarbij ook gitarist Jos van de Meij weer toetrad tot de groep. In 1993 werd John Rijs opgevolgd door drummer Henk Zwagerman, voorheen muzikant in The Whisper. In 2000 werd het eerste album uitgebracht in eigen beheer, in de bezetting van de broers Teerenstra, Henk Zwagerman en Jörgen Al (die Jos van der Meij opvolgde die de groep in 1995 had verlaten). Het album 'De kleine verleiding', dat onder leiding van Han Swagerman in de Beaufort Studio was opgenomen, werd in de muziekpers goed ontvangen en wekte de interesse van de Alkmaarse platenmaatschappij AG Music.
Nadat in 2003 op het label Vitaminic eerst de cd 'In Jongensstad' was uitgebracht met een opname van een soort 2 Meter Sessie uit 1985, met een aantal Engelstalige nummers, werd later dat jaar het tweede studioalbum ('Overwinningsdag') uitgebracht. Door problemen binnen de groep sneeuwde de promotie van de cd onder. In 2004 viel de groep uiteen en ging Jan Teerenstra solo verder. 
Toen er in 2017 een verloren gewaande mix van het nummer 'Laat het los' opdook (van het album 'Overwinningsdag' uit 2003), werd besloten om deze alsnog als single version aan de catalogus toe te voegen. Het verschil met de albumversie zit vooral in de zang van achtergrondzangeres Deborah Beem.

### Solo

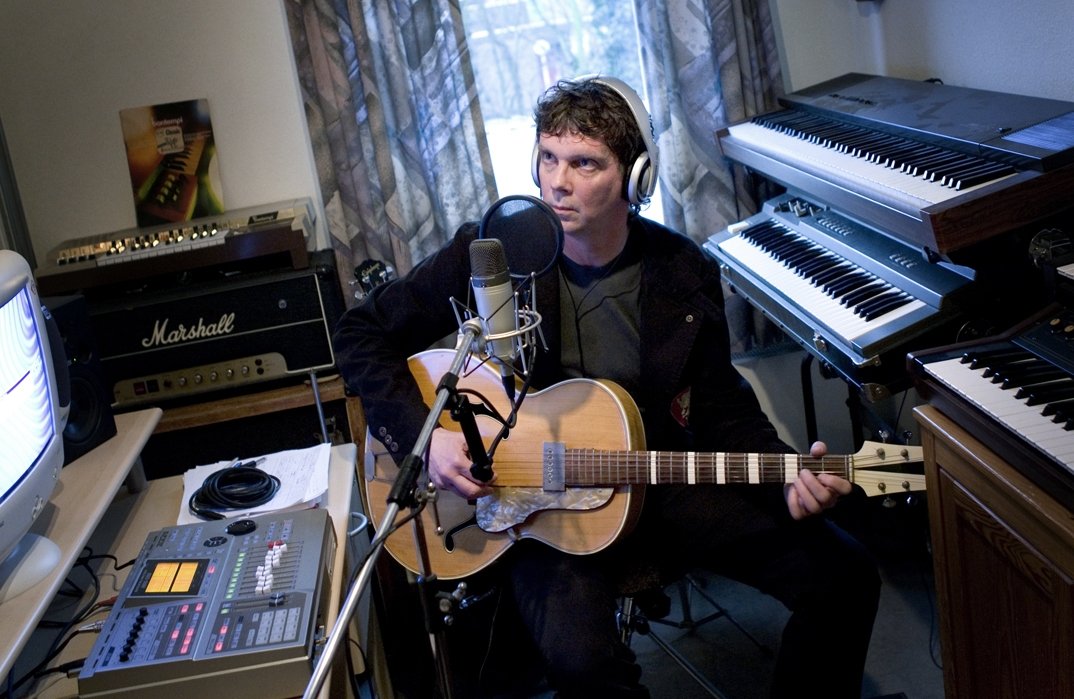
Jan Teerenstra

In 2006 verscheen het derde studioalbum ('Residu'), dat door Jan Teerenstra in de eigen Rattler Recording Studio was opgenomen en uitgebracht op het Fonos label van het Nederlands Instituut van Beeld en Geluid. In 2008 volgde de single 'Helikopter'.
Vanaf 2010 werd er weer gewerkt aan nieuw materiaal, wat in 2015 resulteerde in de release van 'De danser'. Deze single was, evenals zijn opvolger 'Gewoon' een muzikale voorbode van het nog te verschijnen album 'Verhalen uit de stad' dat in 2016 uitgebracht werd. Door de gebundelde stadsverhalen is de plaat als een conceptalbum te beschouwen.
In opdracht van Erwin Simons van Radio Heemskerk werd in 2016 het kerstnummer 'Kerstmis (zoals het is geweest)' uitgebracht op 9 december 2016. Het werd de best verkochte single van de De Kleine Verleiding.
Vanwege het jubileum van de Koninklijke Hoogovens werd in 2018 de door Jan Schrama samengestelde verzamel-cd '100 jaar Hoogovens' uitgebracht. Hiervoor werd het nummer 'Ondanks de rook (van de Hoogovens)' opnieuw gemixt en gemasterd.
22 januari 2021 verscheen de single ‘Safka’, met één nummer over en twee nummers van Melanie Safka.

## Discografie

### Albums
| Album met eventuele hitnotering(en) in de Nederlandse Album Top 100 | Datum van verschijnen | Datum van binnenkomst | Hoogste positie | Aantal weken | Opmerkingen |
| ------------------------------------------------------------------- | --------------------- | --------------------- | --------------- | ------------ | ----------- |
| De Kleine Verleiding                                                | 1986                  | -                     |                 |              | EP          |
| Nooit meer terug                                                    | 1988                  | -                     |                 |              | EP          |
| Original tapes                                                      | 1997                  | -                     |                 |              | EP          |
| De kleine verleiding                                                | 2000                  | -                     |                 |              |             |
| In Jongensstad                                                      | 2003                  | -                     |                 |              | EP          |
| Overwinningsdag                                                     | 2003                  | -                     |                 |              |             |
| Residu                                                              | 2006                  | -                     |                 |              |             |
| Verhalen uit de stad                                                | 2016                  | -                     |                 |              |             |
| 100 Jaar Hoogovens                                                  | 2018                  | -                     |                 |              | Verzamel CD |

### Singles
| Single met eventuele hitnotering(en) in de Nederlandse Top 40 | Datum van verschijnen | Datum van binnenkomst | Hoogste positie | Aantal weken | Opmerkingen |
| ------------------------------------------------------------- | --------------------- | --------------------- | --------------- | ------------ | ----------- |
| Together alone / Castle in the air                            | 1986                  | -                     |                 |              |             |
| Ondanks de rook (van de Hoogovens) / Niet voor mij            | 1992                  | -                     |                 |              |             |
| Helikopter                                                    | 2008                  | -                     |                 |              |             |
| De danser                                                     | 2015                  | -                     |                 |              |             |
| Gewoon                                                        | 2016                  | -                     |                 |              |             |
| Kerstmis (zoals het is geweest)                               | 2016                  | -                     |                 |              |             |
| Laat het los (single version)                                 | 2017                  | -                     |                 |              |             |
| Safka                                                         | 2021                  | -                     |                 |              |             |